# Тарвасйыги
Тарвасйыги — река в Эстонии. Является левым притоком реки Янийыги.
Длина реки — 24 км, площадь водосборного бассейна — 67,3 км². Протекает по территории ландшафтного заказника Кырвемаа через лесистую местность.
Река бедна рыбой и в ней водится всего 5 видов, иногда заплывают: усатый голец, обыкновенный гольян, щука, окунь.